# Hiptage multiflora
Hiptage multiflora är en tvåhjärtbladig växtart som beskrevs av F.N. Wei. Hiptage multiflora ingår i släktet Hiptage och familjen Malpighiaceae. Inga underarter finns listade i Catalogue of Life.